# Tororo
Tororo és una petita ciutat de la Regió de l'Est d'Uganda. És el principal exponent a nivell municipal, administratiu i comercial del Districte de Tororo.

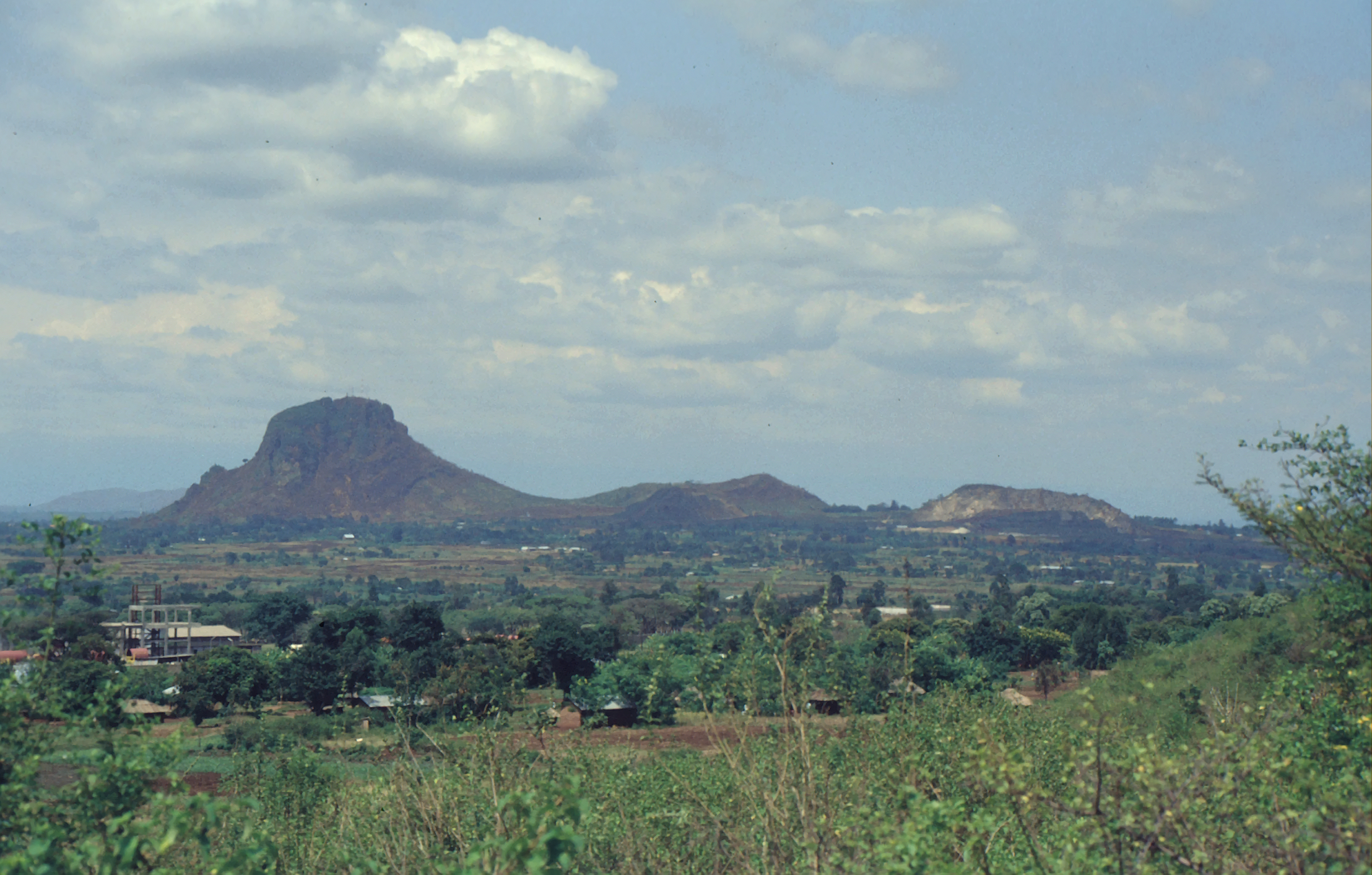
Tororo Rock

## Ubicació
La ciutat és aproximadament 10 quilòmetres (6.2 mi) a l'oest de la ciutat de Malaba, a la frontera entre Uganda i Kenya. Això és aproximadament 230 quilòmetres (140 mi), per carretera, a l'est de Kampala, la ciutat més gran i capital d'Uganda. Les coordenades de la ciutat són 0°41'34.0"N, 34°10'54.0"E (Latitud:0.692780; Longitud:34.181655).

## Població
El 2002, segons el cens nacional, la ciutat de Tororo tenia uns 34.800. El 2010, la Uganda Bureau of Statistics (UBOS) —en català, l'agència ugandesa d'estadística— va estimar que la població era de 42.500 habitants. A mitjan 2011, la UBOS va calcular que la població era de 43,700. El 2014, el cens nacional de població l'estimava en 41,906.

## Indústria
Tororo té una fàbrica de ciment important, Tororo Cement Limited, que el 2007, a causa de l'escassetat d'energia, podia produir només 19.000 tones de ciment diàries de les 35.000 tones que es produirien si el rendiment fos el previst inicialment.
També s'hi pot trobar SEBA Foods, una fàbrica alimentària que va ser inaugurada oficialment pel president d'Uganda el 25 de juny de 2010.
El juny de 2010 es va encarregar la construcció d'una planta tèrmica de 20 megawatt a Electromaxx Limited, i aquesta va rebre el nom de Tororo Power Station.
Tororo també té la seu de l'empresa Nilefos Minerals Limited, una filial del grup d'empreses Madhvani Group. Nilefos extreu i processa fosfats per les empreses de fertilitzants i altres de relacionades.

## Transport per tren

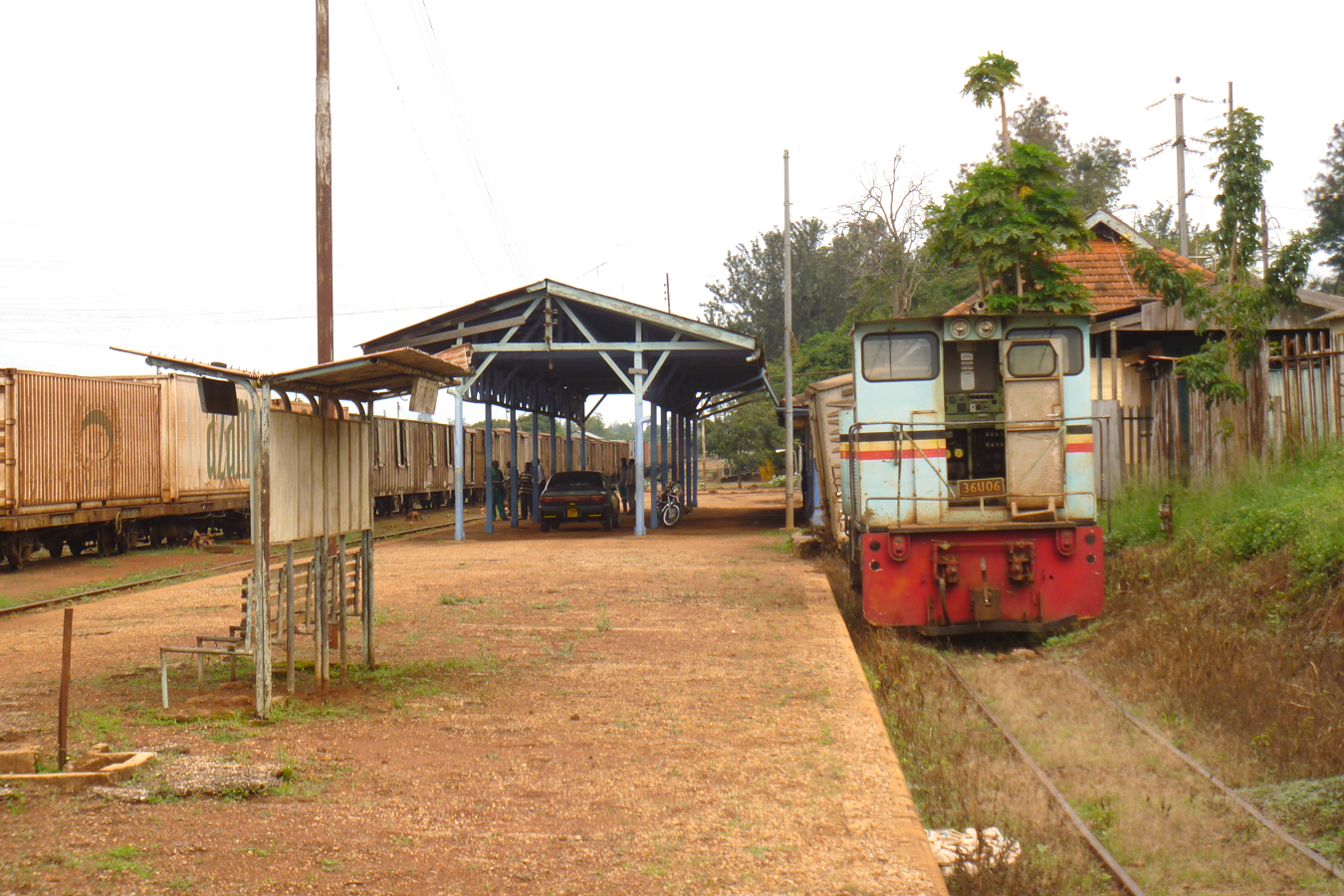
Estació de Tororo, del Ferrocarril d'Uganda.

Tororo constitueix l'encreuament entre dues línies de ferrocarril: la que va cap a Pakwach, per Soroti; i la que va cap a Kasese, per Kampala. Des de 1993, la línia d'ample ferroviari mètric que va des de l'encreuament de Tororo fins a Gulu i Pakwach, es troba fora de servei.
Rift Valley Railways va finançar la neteja de la línia est, cap a Gulu, de la vegetació així com la reparació de les vies i els ponts, de manera que es va poder connectar el 14 de setembre de 2013, per primera vegada en 20 anys, el port kenyà de Mombasa, a través de Nairobi i Eldoret, amb la frontera kenyana a Tororo, i cap endavant, mitjançant la línia Pakwach.

## Clima i temps
Tororo té un clima de monsó tropical amb una estació seca curta. La temperatura anual mitjana és 224 °C (435 °F) (amb una màxima mitjana de 287 °C (549 °F) i una mínima mitjana de 162 °C (324 °F)). La mitjana anual de precipitació és de 1,494 mil·limetres (58.8 in). La precipitació anual mitjana és de 1.494 mil·límetres (58,8 in). Tororo té una gran quantitat de tempestes elèctriques i és un dels llocs on es produeixen més trons de la Terra.

## Llocs d'interès
Els següents llocs d'interès es localitzen dins dels límits de la ciutat de Tororo o a les seves rodalies:
- Oficines de l'Ajuntament de Tororo
- Mercat central de Tororo
- Hospital públic de Tororo, amb 200 llits, i administrat pel Ministeri de Salut d'Uganda.
- Uganda Martyrs' Cathedral, on es localitza l'arquebisbe de l'Arxidiòcesi Catòlica Romana de Tororo.
- St. Anthony Hospital, afiliat a l'Arxidiòcesi Catòlica Romana de Tororo, compta amb 150 llits.
- Christ the King Priory, un monestir benedictí de la Congregació dels Missioners Benedictins de Sant Ottilien.
- La carretera de Tororo—Mbale—Soroti[12] comença a Tororo i continua en direcció nord-oest, per acabar 158 quilòmetres (98 mi) més enllà de Soroti.
- Aeroport de Tororo, un aeroport públic administrat per la Civil Aviation Authority of Uganda —en català, Autoritat d'Aviació Civil d'Uganda.
- Tororo Solar Power Station —en català, Estació d'Energia Solar de Tororo.
- Universitat de Busitema, un de les sis universitats públiques que es troben a Uganda, es localitza 28 quilòmetres (17 mi), per carretera, al sud-oest del districte empresarial central de la ciutat de Tororo.
- Sucursal del PostBank Uganda.
- Sucursal del National Social Security Fund —en català, Fons Nacional de Seguretat Social.

## Galeria
- Panoràmica de Tororo des de Tororo Rock
- Panoràmica de Tororo des de Tororo Rock
- Panoràmica de les rodalies de Tororo des de Tororo Rock
- Tororo Rock des del peu de la muntanya
- Tororo Rock des de la ciutat
- Ciutat de Tororo
- Tororo Rock des del Christ the King Priory
- Tororo Rock